# Cafeteros de Yauco 2024
Questa voce raccoglie le informazioni riguardanti i Cafeteros de Yauco nelle competizioni ufficiali della stagione 2024.

## Stagione
I Cafeteros de Yauco partecipano al loro quaronttesimo campionato di Liga de Voleibol Superior Masculino: si classificano al secondo posto in regular season nella sezione Isla, superando poi i Plataneros de Corozal ai quarti di finale dei play-off scudetto, prima di essere eliminati in semifinale dai Mets de Guaynabo.

## Organigramma societario
Area direttiva
- Presidente: Jorge Báez

Area tecnica
- Primo allenatore: Abel Franceschi

## Rosa
| N° | Nome             | Ruolo | Data di nascita   | Nazionalità sportiva |
| -- | ---------------- | ----- | ----------------- | -------------------- |
| 1  | Javier Rodríguez | O     | 15 agosto 1997    | Porto Rico           |
| 2  | Yadiel Nadal     | P     | 9 agosto 1997     | Porto Rico           |
| 3  | Víctor Cosme     | L     | 8 novembre 1989   | Porto Rico           |
| 5  | Willy Varela     | C     | 12 marzo 1999     | Porto Rico           |
| 6  | Diego Negrón     | S     | 31 ottobre 1999   | Porto Rico           |
| 7  | Leamsy Berríos   | P     | 8 novembre 2004   | Porto Rico           |
| 8  | Eddie Rivera     | S     | 16 giugno 1992    | Porto Rico           |
| 9  | Diego Rosich     | S     | 28 febbraio 2002  | Porto Rico           |
| 10 | Iván Fernández   | C     | 27 ottobre 1997   | Porto Rico           |
| 11 | Jessie Colón     | C     | 20 settembre 1984 | Porto Rico           |
| 12 | José Mulero      | L     | 25 ottobre 1991   | Porto Rico           |
| 14 | Ricardo Massanet | L     | 11 gennaio 1998   | Porto Rico           |
| 15 | Mark Frazier     | O     | 24 gennaio 2003   | Stati Uniti          |
| 16 | Eli Irizarry     | P     | 28 gennaio 1999   | Porto Rico           |

## Mercato
| Acquisti                               | Acquisti       | Acquisti                 | Acquisti   |
| R.                                     | Nome           | da                       | Modalità   |
| -------------------------------------- | -------------- | ------------------------ | ---------- |
| P                                      | Leamsy Berríos | UPR Ponce                | definitivo |
| O                                      | Mark Frazier   | Purdue Fort Wayne        | definitivo |
| P                                      | Eli Irizarry   | -                        | definitivo |
| S                                      | Diego Negrón   | Caribes de San Sebastián | definitivo |
| S                                      | Diego Rosich   | North Greenville         | definitivo |
| C                                      | Willy Varela   | Gigantes de Adjuntas     | definitivo |
| Trasferimenti nel corso della stagione |                |                          |            |
| L                                      | José Mulero    | Gigantes de Adjuntas     | definitivo |

| Cessioni                               | Cessioni           | Cessioni                 | Cessioni   |
| R.                                     | Nome               | a                        | Modalità   |
| -------------------------------------- | ------------------ | ------------------------ | ---------- |
| P                                      | Joseph Kauliakamoa | -                        | ritirato   |
| C                                      | Leemanuel Lamboy   | -                        | ritirato   |
| C                                      | Carlos Negrón      | -                        | ritirato   |
| O                                      | Sebastián Negrón   | Plataneros de Corozal    | definitivo |
| S                                      | Jackson Rivera     | Caribes de San Sebastián | definitivo |
| S                                      | Orlando Santiago   | Mets de Guaynabo         | definitivo |
| S                                      | Jovanny Torres     | Indios de Mayagüez       | definitivo |
| Trasferimenti nel corso della stagione |                    |                          |            |
| L                                      | Víctor Cosme       | Mets de Guaynabo         | definitivo |

## Risultati

### LVSM

#### Regular season
| 1º agosto 2024 Coliseo Rafael Llull Pérez, Adjuntas        | Gigantes de Adjuntas     | 1 - 3 | Cafeteros de Yauco       | 25-18, 23-25, 20-25, 21-25        |
| 8 agosto 2024 Coliseo Raúl "Pipote" Oliveras, Yauco        | Cafeteros de Yauco       | 3 - 1 | Gigantes de Carolina     | 25-14, 22-25, 25-21, 25-23        |
| 11 agosto 2024 Coliseo Luis Aymat Cardona, San Sebastián   | Caribes de San Sebastián | 1 - 3 | Cafeteros de Yauco       | 24-26, 23-25, 25-19, 23-25        |
| 16 agosto 2024 Coliseo Raúl "Pipote" Oliveras, Yauco       | Cafeteros de Yauco       | 3 - 0 | Plataneros de Corozal    | 31-29, 26-24, 25-16               |
| 18 agosto 2024 Coliseo Raúl "Pipote" Oliveras, Yauco       | Cafeteros de Yauco       | 3 - 2 | Changos de Naranjito     | 25-20, 25-18, 21-25, 25-23, 12-15 |
| 24 agosto 2024 Coliseo Mario Morales, Guaynabo             | Mets de Guaynabo         | 3 - 1 | Cafeteros de Yauco       | 25-22, 25-13, 22-25, 25-19        |
| 29 agosto 2024 Coliseo Raúl "Pipote" Oliveras, Yauco       | Cafeteros de Yauco       | 3 - 0 | Indios de Mayagüez       | 25-22, 25-19, 25-21               |
| 31 agosto 2024 Coliseo Rafael Llull Pérez, Adjuntas        | Gigantes de Adjuntas     | 3 - 0 | Cafeteros de Yauco       | 25-23, 25-22, 25-15               |
| 5 settembre 2024 Coliseo Luis Aymat Cardona, San Sebastián | Caribes de San Sebastián | 3 - 2 | Cafeteros de Yauco       | 25-13, 25-18, 23-25, 22-25, 15-11 |
| 8 settembre 2024 Coliseo Guillermo Angulo, Carolina        | Gigantes de Carolina     | 3 - 1 | Cafeteros de Yauco       | 19-25, 25-17, 25-22, 25-12        |
| 15 settembre 2024 Coliseo Gelito Ortega, Naranjito         | Changos de Naranjito     | 1 - 3 | Cafeteros de Yauco       | 21-25, 25-22, 21-25, 20-25        |
| 23 settembre 2024 Coliseo Mario Morales, Guaynabo          | Plataneros de Corozal    | 3 - 1 | Cafeteros de Yauco       | 25-23, 21-25, 25-23, 25-21        |
| 27 settembre 2024 Coliseo Raúl "Pipote" Oliveras, Yauco    | Cafeteros de Yauco       | 3 - 2 | Indios de Mayagüez       | 25-15, 23-25, 25-19, 20-25, 15-13 |
| 29 settembre 2024 Coliseo Raúl "Pipote" Oliveras, Yauco    | Cafeteros de Yauco       | 3 - 2 | Gigantes de Adjuntas     | 25-20, 22-25, 25-21, 19-25, 15-8  |
| 6 ottobre 2024 Palacio de Recreación y Deportes, Mayagüez  | Indios de Mayagüez       | 1 - 3 | Cafeteros de Yauco       | 25-23, 21-25, 23-25, 22-25        |
| 10 ottobre 2024 Coliseo Raúl "Pipote" Oliveras, Yauco      | Cafeteros de Yauco       | 0 - 3 | Caribes de San Sebastián | 18-25, 24-26, 17-25               |
| 12 ottobre 2024 Coliseo Raúl "Pipote" Oliveras, Yauco      | Cafeteros de Yauco       | 0 - 3 | Mets de Guaynabo         | 23-25, 20-25, 19-25               |
| 16 ottobre 2024 Coliseo Raúl "Pipote" Oliveras, Yauco      | Cafeteros de Yauco       | 3 - 1 | Gigantes de Adjuntas     | 25-19, 19-25, 25-18, 25-19        |
| 18 ottobre 2024 Palacio de Recreación y Deportes, Mayagüez | Indios de Mayagüez       | 1 - 3 | Cafeteros de Yauco       | 22-25, 24-26, 25-22, 19-25        |
| 20 ottobre 2024 Coliseo Raúl "Pipote" Oliveras, Yauco      | Cafeteros de Yauco       | 1 - 3 | Caribes de San Sebastián | 19-25, 21-25, 25-18, 15-25        |

#### Play-off
| Quarti di finale (gara 1) - 24 ottobre 2024 Coliseo Raúl "Pipote" Oliveras, Yauco  | Cafeteros de Yauco    | 2 - 3 | Plataneros de Corozal | 25-15, 23-25, 25-19, 23-25, 10-15 |
| Quarti di finale (gara 2) - 26 ottobre 2024 Coliseo Gelito Ortega, Naranjito       | Plataneros de Corozal | 1 - 3 | Cafeteros de Yauco    | 25-22, 23-25, 15-25, 18-25        |
| Quarti di finale (gara 3) - 28 ottobre 2024 Coliseo Raúl "Pipote" Oliveras, Yauco  | Cafeteros de Yauco    | 2 - 3 | Plataneros de Corozal | 20-25, 25-22, 23-25, 25-17, 19-21 |
| Quarti di finale (gara 4) - 30 ottobre 2024 Coliseo Félix Méndez Acevedo, Lares    | Plataneros de Corozal | 1 - 3 | Cafeteros de Yauco    | 24-26, 25-16, 24-26, 24-26        |
| Quarti di finale (gara 5) - 1º novembre 2024 Coliseo Raúl "Pipote" Oliveras, Yauco | Cafeteros de Yauco    | 3 - 2 | Plataneros de Corozal | 23-25, 25-23, 25-22, 20-25, 19-17 |
| Semifinale (gara 1) - 6 novembre 2024 Coliseo Mario Morales, Guaynabo              | Mets de Guaynabo      | 3 - 2 | Cafeteros de Yauco    | 21-25, 20-25, 25-16, 25-20, 15-11 |
| Semifinale (gara 2) - 8 novembre 2024 Coliseo Raúl "Pipote" Oliveras, Yauco        | Cafeteros de Yauco    | 3 - 2 | Mets de Guaynabo      | 28-30, 14-25, 25-17, 25-22, 15-13 |
| Semifinale (gara 3) - 10 novembre 2024 Coliseo Mario Morales, Guaynabo             | Mets de Guaynabo      | 3 - 0 | Cafeteros de Yauco    | 25-22, 25-15, 25-23               |
| Semifinale (gara 4) - 13 novembre 2024 Coliseo Raúl "Pipote" Oliveras, Yauco       | Cafeteros de Yauco    | 3 - 2 | Mets de Guaynabo      | 18-25, 26-24, 18-25, 25-19, 15-8  |
| Semifinale (gara 5) - 15 novembre 2024 Coliseo Mario Morales, Guaynabo             | Mets de Guaynabo      | 3 - 1 | Cafeteros de Yauco    | 25-20, 19-25, 25-18, 25-13        |
| Semifinale (gara 6) - 18 novembre 2024 Coliseo Raúl "Pipote" Oliveras, Yauco       | Cafeteros de Yauco    | 1 - 3 | Mets de Guaynabo      | 21-25, 14-25, 26-24, 19-25        |

## Statistiche

### Statistiche di squadra
| Competizione | Punti | In casa | In casa | In casa | In trasferta | In trasferta | In trasferta | Totale | Totale | Totale |
| Competizione | Punti | G       | V       | P       | G            | V            | P            | G      | V      | P      |
| ------------ | ----- | ------- | ------- | ------- | ------------ | ------------ | ------------ | ------ | ------ | ------ |
| LVSM         | 34    | 16      | 10      | 6       | 15           | 7            | 8            | 31     | 17     | 14     |
| Totale       | -     | 16      | 10      | 6       | 15           | 7            | 8            | 31     | 17     | 14     |

G = partite giocate; V = partite vinte; P = partite perse

### Statistiche dei giocatori
Dati non disponibili.